# Жорді Льопарт Рібас
Жорді Льопарт Рібас  (кат. Jordi Llopart Ribas, ісп. Jorge Llopart Хорхе Льопарт, 5 травня 1952, Ал-Прат-да-Любрагат, Каталонія, Іспанія — 10 листопада 2020) — іспанський andкаталонський легкоатлет, олімпійський медаліст.

## Виступи на Олімпіадах
| Олімпіада         | Дисципліна      | Місце |
| ----------------- | --------------- | ----- |
| Москва 1980       | ходьба на 50 км | 2     |
| Лос-Анджелес 1984 | ходьба на 50 км | 7     |
| Сеул 1988         | ходьба на 50 км | 13    |